# Synema longispinosum
Synema longispinosum là một loài nhện trong họ Thomisidae.
Loài này thuộc chi Synema. Synema longispinosum được Maria Dahl miêu tả năm 1907.